# Giovanni Maria Benzoni
Giovanni Maria Benzoni (* 28. August 1809 in Songavazzo, Provinz Bergamo; † 28. April 1873 in Rom) war ein italienischer neoklassizistischer Bildhauer.

## Leben
Benzoni studierte an der Academia di Belle Arti in Lovere. Ab 1828 war er Schüler von Giuseppe Fabris an der Akademie von San Luca in Rom und „[…] zeigte in kleineren lyrischen und allegorischen Arbeiten eine freie ungebundene Anmut.“ Benzoni fand seine Motive überwiegend in der griechischen Mythologie und in der Bibel. In Rom „[…] betrieb er eine große Werkstatt, die vielfach auch nur handwerksmäßige Arbeit lieferte.“

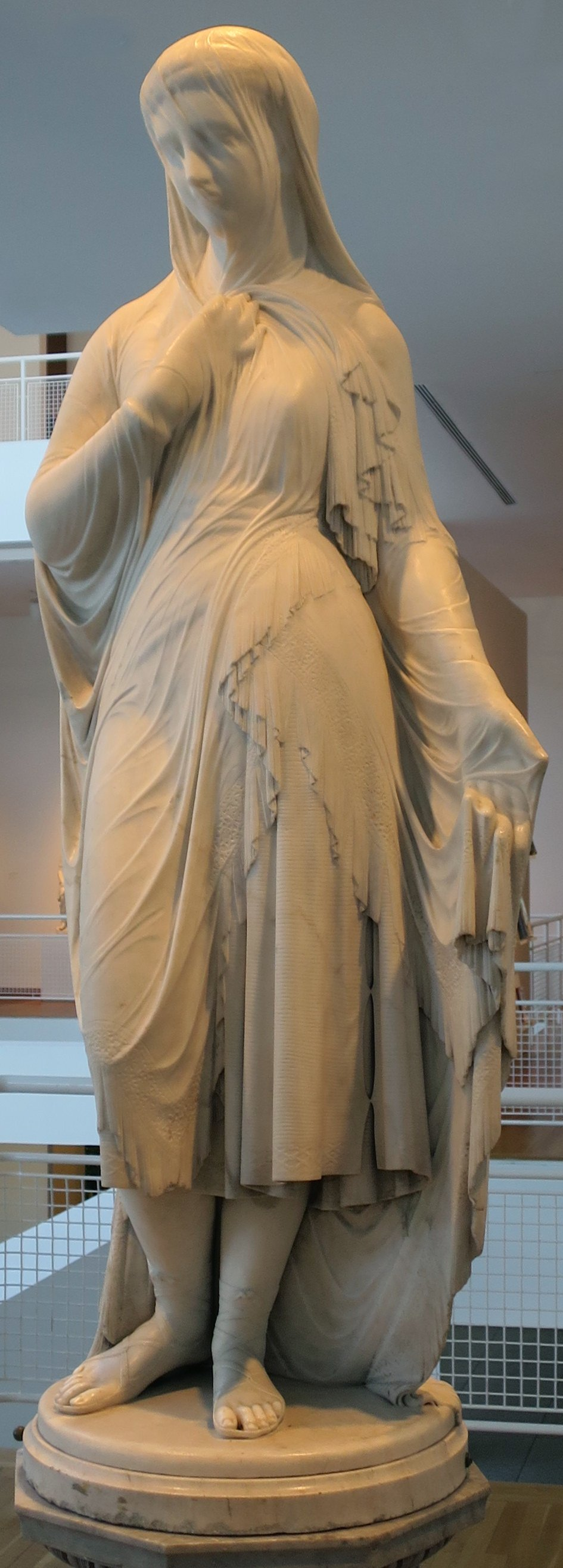
Verschleierte Rebecca im High Museum of Art, Atlanta

Sein erfolgreichstes Werk ist die Verschleierte Rebecca (ca. 1866) in Marmor. Rebecca trägt einen Schleier, jedoch gelang es dem Künstler, diesen transluzent zu gestalten, sodass sie sich dem Betrachter in voller Schönheit präsentiert. Wohlhabende Kunstfreunde beauftragten Benzoni, sie in mehreren Kopien anzufertigen. Heute können das Salar Jung Museum in Hyderabad, Andhra Pradesh, Indien, das High Museum of Art in Atlanta, Georgia und das Berkshire Museum in Pittsfield, Massachusetts jeweils eine Version zeigen.
1871 wurde er als assoziiertes Mitglied in die Königliche Akademie der Wissenschaften und Schönen Künste von Belgien (Classe des Beaux-Arts) aufgenommen.

## Galerie

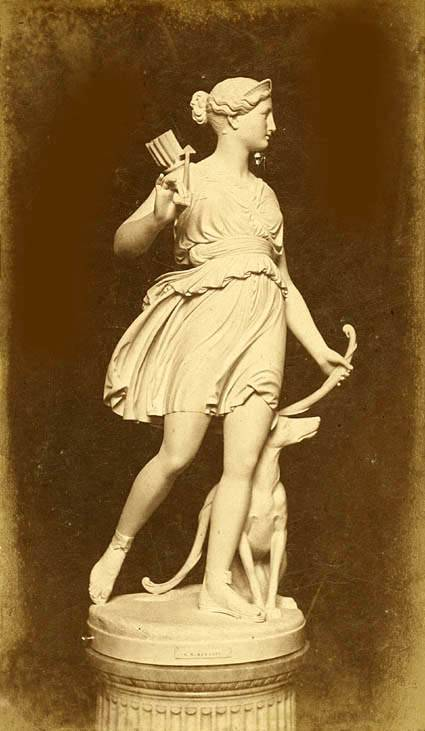
Diana
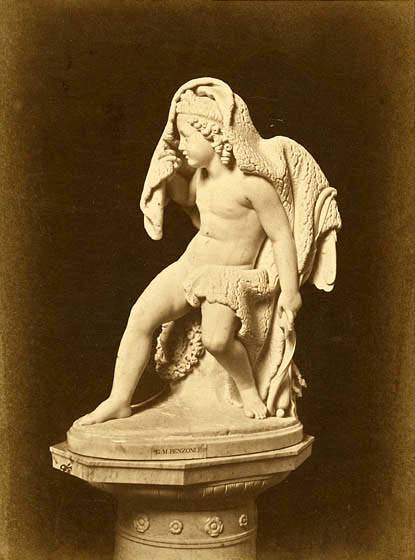
Amor
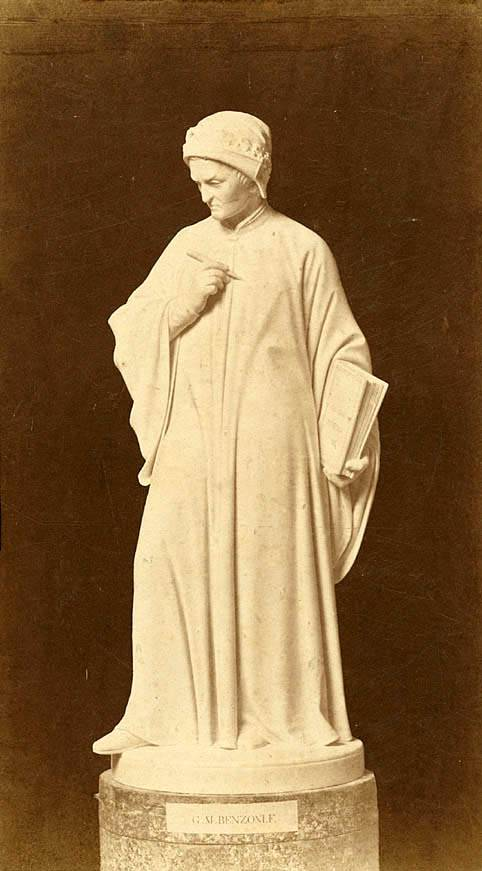
Dante